# Arma fatal
Arma fatal (títol original en anglès Hot Fuzz) és una comèdia cinematogràfica de 2007 dirigida per Edgar Wright i protagonitzada per Simon Pegg i Nick Frost. Els tres havien treballat junts amb anterioritat en la pel·lícula de 2004 Shaun of the Dead i la sèrie de televisió Spaced. Va ser escrita per Edgar Wright i Simon Pegg, i produïda per Nira Park. Wright va dir que volia escriure i dirigir una pel·lícula de polis col·legues pel fet que "no existeix una tradició d'aquesta mena de pel·lícules al Regne Unit... Pensem que tots els altres països posseeixen una tradició pròpia amb relació a aquestes pel·lícules d'acció i nosaltres no". Ha estat doblada al català.
La pel·lícula va ser estrenada el 14 de febrer de 2007 al Regne Unit, el 20 d'abril als Estats Units i el 5 de desembre en Espanya. Hot Fuzz va rebre una bona resposta per part del públic en general, obtenint un 91% d'aprovació a Rotten Tomatoes i 81/100 en Metacritic. La pel·lícula va obtenir 78.761.971 dòlars de guanys abans de llançar el DVD. Es van crear dues bandes sonores després de la seva estrena, pels Estats Units i al Regne Unit respectivament.

## Trama
La pel·lícula conta la història de Nicholas Angel, un oficial de la Metropolitan Police Service de Londres, l'excessiva eficiència de la qual és mal vista pels seus companys, perquè segons ells els fa veure incompetents. Com a resultat, els seus superiors decideixen traslladar-ho a un lloc on les seves habilitats no seran tan cridaneres: un tranquil poble anomenat Sandford, situat en el comtat de Gloucestershire.
Una vegada aquí, queda com a company del policia Danny Butterman, fill de l'inspector Frank Butterman. Danny és un fanàtic de les pel·lícules d'acció i espera viure algunes d'aquestes aventures al costat del nouvingut; Angel, per part seva, intenta adaptar-se a l'ambient tranquil del poble. El seu cas més important durant els primers dies és un cigne que havia escapat del seu amo. Després de detenir a un jove que robava en un supermercat, Angel i Danny es dirigeixen a una taverna per a beure.
Uns dies després, un encaputxat comença realitzar una sèrie d'assassinats, que són considerats accidents pels habitants. Angel és l'únic que els veu com a assassinats, per la qual cosa té alguns conflictes amb els seus companys. No obstant això, no abandona la recerca i comença a sospitar de Simon Skinner, l'administrador del supermercat. Presenta càrrecs, però manca d'evidències.
De tornada al seu apartament, Angel és atacat per l'encaputxat. Després de la baralla descobreix que era un dels empleats de Skinner i és portat a un castell on descobreix la veritat: l'inspector Butterman, Skinner i altres habitants del poble intenten que Sandford mantingui el seu títol de "Poble de l'Any", per la qual cosa assassinen a qualsevol que pugui danyar la imatge del lloc. L'inspector Butterman després revela que la seva esposa s'havia suïcidat quan el poble va perdre el títol temps enrere, obligant-lo a recórrer a mètodes extrems per a aconseguir que guanyi cada any. Angel és envoltat pels assassins i finalment apunyalat per Danny.
Mentre el creuen mort, Danny el porta als afores del poble perquè pugui fugir, ja que ningú el creuria. En una botiga, Angel veu algunes pel·lícules d'acció que Danny li havia recomanat, i decideix tornar al poble per a detenir als assassins pel seu compte. Després d'emportar-se unes armes que es trobaven confiscades, els demana a uns nens que pintin amb esprai les càmeres de seguretat del poble. Angel es troba amb Danny, qui l'ajuda a vèncer a tots els que intenten detenir-lo.
Després de detenir als amos de la taverna, Angel i Danny són envoltats pels policies locals, qui escolten la seva versió i s'uneixen a la seva causa. La seva primera baralla com a grup és en el supermercat, contra els empleats. Mentrestant, Skinner i l'inspector Butterman fugen en un automòbil i no són enxampats fins a haver arribat a una versió a escala del poble.
Els antics supervisors d'Angel arriben al poble per a demanar-li que torni, però ell decideix romandre allí. De tornada en l'estació, els policies estan celebrant el seu triomf, però són sorpresos per Tom Weaver, l'operador de les càmeres de seguretat. Weaver intenta disparar a Angel, però Danny salta i rep les bales. Entre el caos resultant s'acciona una mina marina i l'estació és destruïda. Un any després, es veu que Danny va sobreviure al tret i al costat d'Angel vigila els carrers de Sandford.

## Repartiment
| Estació de Policies de Sandford - Simon Pegg com Nicholas Angel. - Nick Frost com Danny Butterman. - Jim Broadbent com Frank Butterman. - Paddy Considine com Andy Wainwright. - Rafe Spall com Andy Cartwright. - Kevin Eldon com Tony Fisher. - Olivia Colman com Doris Thatcher. - Karl Johnson com Bob Walker. - Bill Bailey com a sergent Turner. Grup de vigilància de Sandford - Timothy Dalton com Simon Skinner. - Edward Woodward com Tom Weaver. - Billie Whitelaw com Joyce Cooper. - Eric Mason com Bernard Cooper. - Stuart Wilson com a Dr Robin Hatcher. - Paul Freeman com Philip Shooter. - Kenneth Cranham com James Reaper. - Anne Reid com Leslie Tiller. - Peter Wight com Roy Porter. - Julia Deakin com Mary Porter. - Patrícia Franklin com Annette Roper. - Lorraine Hilton com Amanda Paver. - Tim Barlow com Mr Treacher. | - Trevor Nichols com Greg Prosser. - Elizabeth Elvin com Sheree Prosser. Metropolitan Police de Londres - Bill Nighy com a Director de la policia Metropolitana. - Martin Freeman com a Sergent. - Steve Coogan com a inspector (no acreditat). - Cate Blanchett com Janine (no acreditat). Habitants de Londres - Peter Jackson com a Santa Claus (no acreditat). - Joe Cornish com Bob. - Chris Waitt com Dave. Habitants de Sandford - Stephen Merchant com Peter Ian Staker. - Rory McCann com Michael Armstrong. - Alice Lowe com a Tina. - David Bradley com Arthur Webley. - Ben McKay com Peter Cocker (no acreditat). - Adam Buxton com Tim Messenger. - David Threlfall com Martin Blower. - Lucy Punch com Eve Draper. - Ron Cook com George Merchant. - Edgar Wright com Shelf Stacker (no acreditat). - Joseph McManners com Gabriel. |

Mentre escrivien el guió, Edgar Wright i Simon Pegg van decidir incloure a Nick Frost com el company del personatge de Pegg. Frost va dir que participaria en la pel·lícula sol si podia triar el nom del seu personatge, el qual va ser "Danny Butterman". Es van necessitar cinquanta persones per a rols petits, la majoria d'ells eren de Wells, ja que gran part de la filmació va tenir lloc allí.

### Cameos
El cantant i actor britànic Joseph McManners va tenir un cameo en la pel·lícula com un jove estudiant. No obstant això, la història del seu personatge va ser tallada de la versió final i només pot ser vista en els extres del DVD. Stephen Merchant realitza dues aparicions com Mr Peter i Staker, quan reporta al cigne perdut i quan el torna a trobar en una de les escenes al final de la pel·lícula. El director Edgar Wright va dir en una entrevista que Cate Blanchett va tenir un cameo ja que era fanàtica de la pel·lícula Shaun of the Dead. Igual que Blanchett, Jim Broadbent estava interessat en la pel·lícula i li va demanar una aparició a Simon Pegg mentre estaven en la cerimònia dels Premis BAFTA. Wright va conèixer al director Peter Jackson mentre filmava King Kong, i Jackson li va suggerir un cameo en la seva pròxima pel·lícula. Edgar i Jackson van utilitzar una barba falsa per a interpretar al Pare Noel que apunyala a Nicholas Angel al començament de la pel·lícula.

## Producció

### Guió i lloc de rodatge
El director Edgar Wright i l'actor Simon Pegg van demorar divuit mesos a escriure el guió de la pel·lícula. El primer esborrany va ser escrit en vuit mesos, i després de veure aproximadament 138 pel·lícules de policies i realitzar cinquanta entrevistes, el guió va ser completat després de nou mesos més. El títol es va basar en els utilitzats per altres pel·lícules d'acció durant els anys 80 i 90. En una entrevista Wright va declarar que "volia un títol sense molt de significat... com Arma letal, Li diuen Bodhi o Decisió executiva". En la mateixa entrevista, Pegg va fer broma dient que "...tots aquests títols semblen ser creats mitjançant dos barrets replets de papers amb adjectius i paraules escrits en ells, després ells només diuen ‘molt bé, aquest serà’".
El 30 d'agost de 2007 a la columna "Answer Man" del crític Roger Ebert, John Weckmueller de Milwaukee li va escriure que "recentment havia escoltat els comentaris d'Edgar Wright en el DVD de Hot Fuzz. En ells el director esmenta que mentre escrivien el guió estaven llegint el teu llibre, Little Movie Glossary, al qual es refereix com a 'lectura imprescindible'".
Durant la segona meitat de 2005, Working Title -companyia encarregada de la producció de Hot Fuzz- va visitar diversos pobles del Sud-oest d'Anglaterra a la recerca d'un lloc apropiat per a filmar la pel·lícula. Simon Pegg va comentar que "tots dos som de West Country així que ens va semblar lògic i perfecte portar aquestes idees, gèneres i clixés al lloc on vam créixer, d'aquesta manera podries veure veritable acció an Frome". Stow-on-the-Wold era una de les opcions, però després de ser rebutjat, la companyia es va decidir per Wells, lloc de naixement d'Edgar Wright. Wright va comentar que "Wells és bastant pintoresc […] m'encanta, però a vegades desitjo destrossar-lo". La Catedral de Wells va ser esborrada digitalment de totes les escenes del poble, ja que Wright volia que l'Església de St. Cuthbert fos el principal edifici de Sandford; tanmateix, es pot divisar el Bishop's Palace en algunes preses. Les escenes que apareixen al principi de la pel·lícula, específicament les relacionades amb l'entrenament d'Angel, van ser filmades al Hendon Police College.

### Homenatge
Wright va dir que Hot Fuzz presa alguns elements de la seva última pel·lícula com a aficionat, Dead Right, a la qual ha descrit com Arma letal ambientada en Somerset i Harry el Brut filmada a Somerset. A més utilitza els mateixos llocs en totes dues pel·lícules, incloent-hi el supermercat Somerfield, on solia treballar.
En algunes parts de Hot Fuzz es poden veure escenes de les pel·lícules d'acció Li diuen Bodhi i Bad Boys II. El director Edgar Wright va dir que havia obtingut el permís dels actors que apareixen en cadascuna, a més de pagar als estudis per la utilització de les portades de DVD.

### Efectes especials
Deu artistes van estar a càrrec dels efectes especials de la pel·lícula. L'escena on la mansió és destruïda per una explosió va ser realitzada amb diversos morters de gas, els quals creaven grans boles de foc enfront de la mansió. En una part les flames emboliquen a la cambra, i per a realitzar aquest efecte, els morters van ser situats enfront d'aquesta. En una de les escenes finals, l'estació de policia explota a causa d'una mina marina. Aquest efecte es va aconseguir utilitzant un model a escala de l'estació.
Igual que en Shaun of the Dead, la sang i gore van ser utilitzats en gran part dels efectes especials. El supervisor d'efectes, Richard Briscoe, va explicar la raó: "En una certa manera, mentre més extrem sigui, la gent s'adonarà de l'estilitzat que és i gaudirà de l'humor per més ridícul que sembli. És bastant semblant al que ocorre amb el cavaller negre en Monty Python and the Holy Grail". La seqüència que va requerir més temps per a la seva realització va ser l'escena on el reporter és assassinat. En l'escena un fragment de la catedral cau sobre el cap de Tim Messenger. Van situar un ninot enfront d'una pantalla verda i van detonar el cap en el moment en què anava a ser aconseguida per l'objecte. Al llarg de la pel·lícula van ser afegits prop de setanta trets de manera digital. Briscoe va dir que "és una gran demostració de com diversos elements individuals poden aportar tant al resultat final."

### Rodatge
Per a preparar els seus rols en la pel·lícula, Simon Pegg i Nick Frost van haver de seguir uns certs requeriments. El contracte de Pegg estipulava que havia de sotmetre's a una estricta dieta i utilitzar tres entrenadors personals, d'aquesta manera estaria en condicions d'enfrontar els requeriments físics de les escenes. Wright i Pegg van aconsellar a Frost veure diverses pel·lícules d'acció, així s'acostumaria al seu rol com a oficial de policia; no obstant això, va decidir només veure Bad Boys II.
La filmació va començar el 19 de març de 2006 i va durar onze setmanes. Després de l'edició, Wright havia tallat prop de mitja hora de la pel·lícula.

## Promoció
Els dos primers avanços de la pel·lícula van ser estrenats el 16 d'octubre de 2006. Edgar Wright, Simon Pegg i Nick Frost van mantenir diversos videoblog, els quals van ser actualitzats constantment durant la producció. Wright i Frost van ocupar un panell en la Comic-Amb de 2006 realitzada en San Diego (Califòrnia), el seu principal objectiu era promocionar Hot Fuzz; a més de mostrar algunes escenes, van respondre preguntes sobre la pel·lícula. Tots dos van tornar a la convenció de 2007 per a promocionar l'estrena del DVD. Es va realitzar una funció especial al Regne Unit el 14 de febrer de 2007, mentre que l'estrena mundial va ser realitzat el 16 de febrer del mateix any. La cerimònia d'estrena va incloure escortes de policies en motocicleta, a més d'una catifa blava en comptes de la tradicional catifa vermella.

## Resposta
La resposta de la crítica en relació amb la pel·lícula va ser positiva, arribant a obtenir comentaris similars als de Shaun of the Dead. Posseeix un 91% de comentaris "frescos" en Rotten Tomatoes i 81/100 en Metacritic. Olly Richards d’Empire va dir que Simon Pegg i Nick Frost "després de treballar junts durant deu anys, es troben tan còmodes davant la presència de l'altre que no necessiten barallar per protagonisme, convertint-los en una increïble companyia durant dues hores". Johnny Vaughan de The Sun la va considerar com "una de les comèdies britàniques més interessants de 2007". Phillip French de The Observer, a qui no li va cridar l'atenció Shaun of the Dead, va opinar bé dels actors en aquesta pel·lícula. La pel·lícula a més va rebre bones crítiques als Estats Units. Derek Elley de Variety va elogiar a Broadbent i Dalton, "que són especialment bons en el seu paper de superior i principal sospitós d'Angel respectivament". Com un homenatge al gènere, la pel·lícula va ser ben rebuda pel guionista Shane Black.
No obstant això, el The Daily Mirror només li va donar una qualificació de 2/5 a Hot Fuzz, argumentant que "molts dels acudits perden el seu objectiu" a mesura que la pel·lícula adquireix més acció. El Daily Mail també va compartir el punt de vista del Mirror, dient que "és la falta d'una intenció seriosa el que els allunya desesperadament de ser divertits". Anthony Quinn de The Independent va dir que "posseeix el mateix esperit entremaliat de Spaced, però no ha estat més que un fatal capritx".
La pel·lícula va recaptar £7,1 milions després de la seva estrena al Regne Unit el 14 de febrer de 2007. El 20 d'abril havia recaptat $5,8 milions als Estats Units, sent emesa en només 825 cinemes, convertint-se en la pel·lícula amb majors ingressos per sala d'aquesta setmana. En la seva segona setmana d'estrena, Rogue Pictures va augmentar el nombre de cinemes que exhibia la pel·lícula de 825 a 1.272, com a resultat van recaptar $4,9 milions, representant un augment de 17% en relació amb la setmana anterior. Cap al 15 de gener de 2008, Hot Fuzz havia recaptat $80.343.851 a tot el món. En nou setmanes, la pel·lícula havia guanyat gairebé el doble que Shaun of the Dead als Estats Units i més del triple en altres països.

## DVD
El DVD de la pel·lícula va ser llançat l'11 de juny de 2007 al Regne Unit i el 8 de juny de 2007 a Irlanda. Van ser venudes prop d'un milió de còpies al Regne Unit durant les quatre setmanes d'estrena. El DVD conté dos discos; al primer hi ha la pel·lícula, a més de quatre comentaris, escenes esborrades, tràilers, anuncis de televisió, 'The Man Who Would Be Fuzz', 'Hot Funk' (una versió censurada de la pel·lícula), Fuzz-o-meter, guions gràfics i 'Flic Book: The Other Side'. El segon disc conté vint-i-dues escenes esborrades amb els seus respectius comentaris, un documental sobre la filmació, tretze videoblogs, comentaris sobre els efectes especials, galeries i alguns ous de pasqua. El DVD a més inclou l'última pel·lícula amateur de Wright, Dead Right, a la qual descriu com "Hot Fuzz sense el pressupost necessari". En el segon disc té també un darrere de cambres de Dead Right. A causa d'un error en les dates d'estrena, el DVD va arribar abans que la pel·lícula a Alemanya, el 14 de juny de 2007.
El HD DVD de la pel·lícula va ser llançat el mateix dia que el DVD dels Estats Units, el 31 de juliol de 2007. Segons el lloc oficial, la versió HD DVD posseeix més material extra que el DVD. L'edició per a col·leccionistes de tres discos va ser llançada el 27 de novembre de 2007.

## Banda sonora
La banda sonora de Hot Fuzz, Hot Fuzz: Music from the Motion Picture, va ser llançada el 19 de febrer de 2007 al Regne Unit i el 17 d'abril del mateix any als Estats Units i el Canadà. La versió del Regne Unit posseeix vint-i-dues cançons, mentre que la dels Estats Units només catorze.
La música de la pel·lícula va ser creada pel compositor David Arnold, qui va treballar a les pel·lícules de James Bond des de 1997. La banda sonora "Hot Fuzz Suite" és una compilació d'extractes de la música realitzada per Arnold. La resta de la música correspon a cançons dels grups de rock britànics dels anys '60 i '70 (The Kinks, T.Rex, The Move, Sweet, The Troggs, Arthur Brown, Cozy Powell), New Wave (Adam Ant, XTC) i grups indie del Reino Unido y Estados Unidos (The Fratellis, Eels). La banda sonora conté diàlegs realitzats per Simon Pegg, Nick Frost i altres actors, els quals són acompanyats per la música.
A vegades la música és diegètica, per exemple, quan Skinner (Timothy Dalton) arriba al lloc on va ocórrer l'accident automobilístic de Martin Blower i Eve Draper, en la ràdio del seu automòbil se sent la cançó "Romeo and Juliet" de Dire Straits. En una altra escena, després de l'incendi que va matar a George Merchant, Skinner apareix en el seu automòbil escoltant "Fire" d’Arthur Brown.
La cançó de Dire Straits, "Romeo and Juliet", no apareix en la banda sonora, però en els comentaris del DVD, el director Edgar Wright explica la ironia d'haver de pagar a la banda tan bon punt es van burlar d'ells en la pel·lícula anterior, Shaun of the Dead.
La selecció de cançons també inclou títols relacionats amb policies, com"Caught by the Fuzz" de Supergrass i "Here Come the Fuzz", la qual va ser composta especialment per a la pel·lícula per la banda The Jon Spencer Blues Explosion.
El director estatunidenc Robert Rodriguez també va contribuir amb la banda sonora, apareix acreditat en la versió britànica de l'àlbum. En els crèdits també apareixen Nick Angel (el nom dels quals va ser utilitzat per al personatge principal) i el director Edgar Wright com a productors executius, mentre que el DJ britànic Osymyso és acreditat com a productor de la banda sonora. Osymyso havia treballat amb Pegg i Wright en la seva pel·lícula anterior, Shaun of the Dead.

## Premis
| Any  | Premi                 | Categoria                   | Receptor(s)  | Resultat   |
| ---- | --------------------- | --------------------------- | ------------ | ---------- |
| 2008 | Premis Empire         | Mejor comedia               |              | Guanyadora |
| 2008 | Premis Empire         | Millor actor                | Simon Pegg   | Nominat    |
| 2008 | Premis Empire         | Millor pel·lícula britànica |              | Nominada   |
| 2008 | Premis Empire         | Millor director             | Edgar Wright | Nominat    |
| 2007 | National Movie Awards | Millor comèdia              |              | Guanyadora |